# JEdit
jEdit — кроссплатформенный редактор с открытым исходным кодом, написанный на языке Java. Версия 4.3 требует виртуальную машину Java версии 1.6.0 или выше, версия 4.2 является последней версией, поддерживающей версии JVM 1.3 или 1.4.
jEdit предназначен в первую очередь для программистов, он имеет широкие возможности настроек, подсветку синтаксиса более чем для 130 форматов файлов, поддерживает UTF-8 и многие другие кодировки.
Функциональность программы может быть расширена с помощью макросов, написанных на BeanShell, Jython, JavaScript и других скриптовых языках. На начало 2008 года разработано и доступно для установки 177 плагинов.

## Функциональные возможности
- Назначаемые горячие клавиши для любых операций
- Неограниченные возможности отмены операций
- Поддержка буферов обмена (регистры)
- Маркеры — запоминание меток в тексте
- Закладки для редактирования нескольких файлов
- Разбиение окна редактирования по вертикали и горизонтали
- Регулярные выражения для поиска и замены
- Поиск и замена в нескольких файлах
- Работа с блоками выделения
- Перенос по словам

## Архитектура
Java Platform, Enterprise Edition

## Разработка
Разработка jEdit начата в 1998 году. Автором оригинальной идеи и автором ядра редактора выступил Слава Пестов, который в 2005 году покинул проект, передав разработку как ядра, так и плагинов для редактора открытому сообществу, а сам начал и продолжает развивать проект своего языка программирования Factor